# Henryk Schmitt

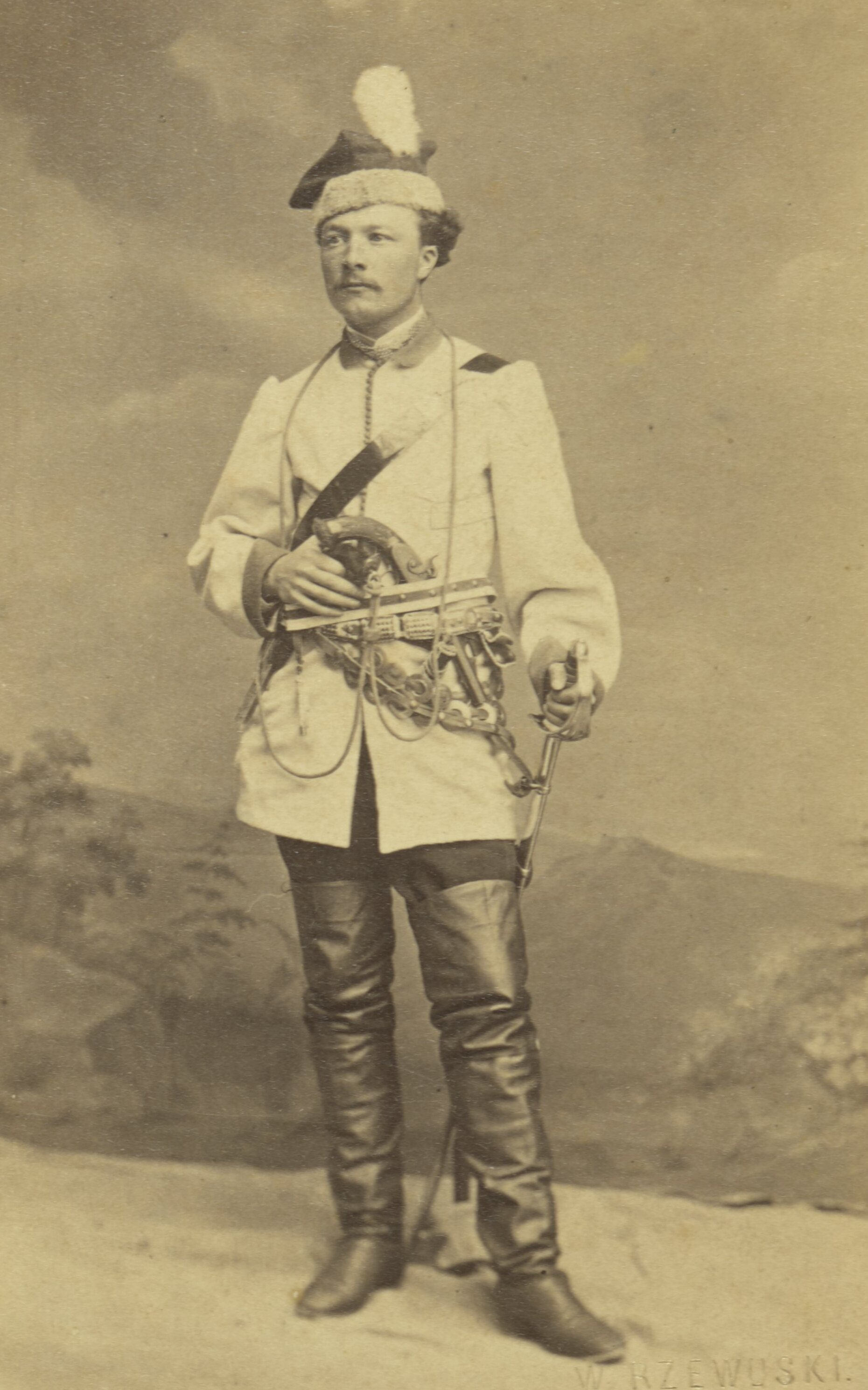
Henryk Schmitt.

Henryk Schmitt, född den 5 juli 1817, död den 16 oktober 1883, var en polsk historieskrivare.
Schmitt studerade vid universitetet i Lemberg, var två gånger fängslad för delaktighet i politiska sammansvärjningar och blev sedan ledamot av skolrådet i Lemberg. Hans främsta historiska arbeten, grundade på trägna arkivstudier, är Rys dziejów narodu polskiego (omfattande tiden till 1392; 3 delar, 1855–1857), Dzieje narodu polskiego (1863) och Dzieje Polski XVIII i XIX wieku (1866–1868). Ofullbordad blev hans omfångsrika monografi Dzieje panowania Stanislawa Augusta Poniatowskiego (3 delar, 1868–1880).